# Guðmundur Daníelsson

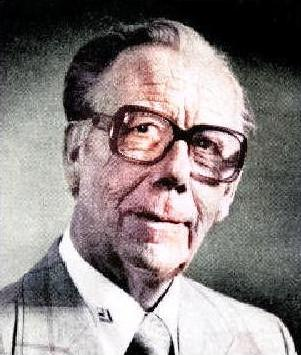
Guðmundur Daníelsson

Guðmundur Daníelsson (ur. 4 października 1910 w Guttormshagi, zm. 6 lutego 1990 w Selfoss) – islandzki pisarz, poeta i pedagog. Tworzył powieści o charakterze wspomnieniowym, z wyraźnym sentymentem do starej obyczajowości. Pisał także powieści historyczne.
W Polsce wydana została jego powieść Po omacku (isl. Blindingsleikur).

## Prace
- 1935 Bræðurnir í Grashaga.
- 1936 Ilmur daganna.
- 1938 Gegnum lystigarðinn.
- 1940 Á bökkum Bolafljóts.
- 1941 Af jörð ertu kominn.
- 1942 Sandur.
- 1944 Heldrimenn á húsgangi.
- 1944 Landið handan landsins.
- 1948 Mannspilin og ásinn.
- 1950 Í fjallskugganum.
- 1953 Musteri óttans: skáldsaga.
- 1955 Blindingsleikur.
- 1958 Hrafnhetta : skáldsaga frá 18. öld.
- 1961 Sonur minn Sinfjötli: skáldsaga.
- 1963 Húsið.
- 1966 Turninn og teningurinn: skáldsaga.
- 1971 Spítalasaga: skáldverk utanflokka í bókmenntunum, teikningar Halldór Pétursson.
- 1972 Járnblómið.
- 1975 Óratóría 74: saga úr sjúkrahúsi, Halldór Pétursson myndskreytti.
- 1976 Bróðir minn Húni: skáldsaga.
- 1977 Vestangúlpur garró.
- 1979 Dómsdagur: heimildaskáldsaga um langafa minn Sigurð Guðbrandsson frá Lækjarbotnum.
- 1981 Bókin um Daníel: heimildaskáldsaga um Daníel afa minn.
- 1985 Tólftónafuglinn: sagan af Valdimar og vinum hans.
- 1987 Vatnið.